# Felicitas Schmieder

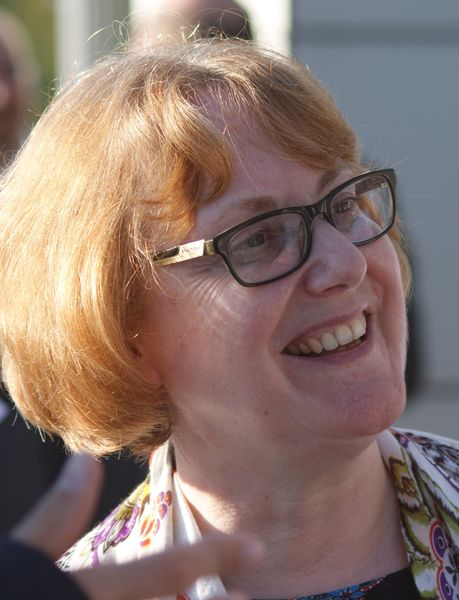
Felicitas Schmieder, aufgenommen von Werner Maleczek 2018 auf einer Reichenau-Tagung des Konstanzer Arbeitskreises für mittelalterliche Geschichte

Felicitas Schmieder (* 20. Januar 1961 in Frankfurt am Main) ist eine deutsche Historikerin. 
Felicitas Schmieder studierte Geschichte und Latein an der Universität Frankfurt am Main, wo sie 1986 das Staatsexamen ablegte. Im Jahr 1991 wurde sie mit der von Johannes Fried betreuten Arbeit Europa und die Fremden. Die Mongolen im Urteil des Abendlandes vom 13. bis in das 15. Jahrhundert promoviert. Sie habilitierte sich 2000 mit dem Werk Frankfurt am Main im Mittelalter. Eine kirchliche Stadtgeschichte. 
An der Universität Frankfurt am Main lehrte sie von 1987 bis 2004 als wissenschaftliche Mitarbeiterin/Hochschuldozentin. Schmieder nahm auch Lehraufträge an den Universitäten Konstanz, Gießen und Prag wahr. Seit 1995 ist sie recurrent visiting professor am Department for Medieval Studies der Central European University in Budapest. Seit Dezember 2004 ist sie Professorin für Geschichte und Gegenwart Alteuropas an der Fernuniversität Hagen. Sie ist Mitglied des Historischen Kollegs München, der Frankfurter Historischen Kommission und der Historischen Kommission für Westfalen. 2024 wurde Schmieder zum Mitglied der Academia Europaea gewählt.
Ihre Forschungsschwerpunkte sind Kulturkontakte im Mittelalter, mittelalterliche Wahrnehmungsgeschichte, Prophetie als politische Sprache, Geschichte Europas im Mittelalter, mittelalterliche deutsche Stadtgeschichte, vormoderne Kartographie (Welt- und Landkarten) und europäische Erinnerungskultur.

## Schriften
Monographien
- Europa und die Fremden. Die Mongolen im Urteil des Abendlandes vom 13.–15. Jahrhundert (= Beiträge zur Geschichte und Quellenkunde des Mittelalters. Band 16). Thorbecke, Sigmaringen 1994, ISBN 3-7995-5716-4 (zugleich Dissertation, Frankfurt am Main 1991).
- Frankfurt, der König und das Reich, Begleitschrift zur ständigen Ausstellung „Von der Pfalz zur frühen Stadt. Frankfurt im Mittelalter“ im Historischen Museum Frankfurt am Main. Historisches Museum Frankfurt am Main 2001.
- Die mittelalterliche Stadt (= Geschichte kompakt). Wissenschaftliche Buchgesellschaft, Darmstadt 2005, ISBN 3-534-15134-8.
  - Die mittelalterliche Stadt (= Geschichte kompakt). 2., aktualisierte Auflage, Wissenschaftliche Buchgesellschaft, Darmstadt 2009, ISBN 978-3-534-23021-1.
  - Die mittelalterliche Stadt (= Geschichte kompakt). 3., aktualisierte Auflage, Wissenschaftliche Buchgesellschaft, Darmstadt 2012, ISBN 978-3-534-25085-1.

Quellenwerk
- Johannes de Plano Carpini: Kunde von den Mongolen (1245–1247), eingeleitet, übersetzt und erläutert von Felicitas Schmieder (= Fremde Kulturen in alten Berichte. Band 3). Thorbecke, Sigmaringen 1997, ISBN 3-7995-0603-9.
  - Johannes von Plano Carpini: Kunde von den Mongolen (1245–1247), eingeleitet, übersetzt und erläutert von Felicitas Schmieder (= Die hundert bedeutendsten Entdecker.). Ed. Erdmann, Wiesbaden 2015, ISBN 3-7374-0010-5.

Herausgeberschaften
- mit Peter Schreiner: Il Codice Cumanico e il suo mondo. Atti del Colloquio Internazionale, Venezia, 6–7 dicembre 2002. (Centro Tedesco di Studi Veneziani, Ricerche. Band 2). Edizioni di Storia e Letteratura, Rom 2005, ISBN 88-8498-203-0.
- mit Wolfram Brandes: Endzeiten: Eschatologie in den monotheistischen Weltreligionen; Vorträge einer Tagung vom 31. 3. bis zum 2. 4. 2005 in Frankfurt (= Millennium-Studien: zu Kultur und Geschichte des ersten Jahrtausends n. Chr. Band 16). De Gruyter, Berlin u. a. 2008, ISBN 3-11-018621-7.
- mit Klaus Herbers: Venezia, incrocio di culture. Percezioni di viaggiatori europei e non europei a confronto. Atti del convegno, Venezia, 26–27 gennaio 2006 (= Ricerche Centro Tedesco di Studi Veneziani. Band 4). Edizioni di Storia e Letteratura, Rom 2008, ISBN 978-88-8498-505-7.
- mit Tanja Michalsky und Gisela Engel: Aufsicht – Ansicht – Einsicht. Neue Perspektiven auf die Kartographie an der Schwelle zur Frühen Neuzeit; Tagung im September 2006 in Frankfurt (= Frankfurter kulturwissenschaftliche Beiträge. Band 3). trafo Wissenschaftsverlag, Berlin 2009, ISBN 978-3-89626-720-7.
- mit Wolfram Brandes: Antichrist: Konstruktionen von Feindbildern, Tagung „Antichrist. Eschatologische Feindtypisierungen und -identifizierungen“, 24. bis 27. September 2007, Johann-Wolfgang-Goethe-Universität in Frankfurt. Akademie-Verlag, Berlin 2010, ISBN 3-05-004743-7.
- mit Marianne O’Doherty: Travels and mobilities in the Middle Ages. From the Atlantic to the Black Sea (= International medieval research. Band 21). Brepols, Turnhout 2015, ISBN 2-503-55449-0.
- Mittelalterliche Zukunftsgestaltung im Angesicht des Weltendes, Forming the future facing the end of the world in the Middle Ages (= Archiv für Kulturgeschichte Beiheft 77). Böhlau, Köln u. a. 2015, ISBN 3-412-50194-8.
- mit Wolfram Brandes und Rebekka Voß: Peoples of the Apocalypse: eschatological beliefs and political scenarios (= Millennium-Studien: zu Kultur und Geschichte des ersten Jahrtausends n. Chr. Band 63). De Gruyter, Berlin u. a. 2016, ISBN 3-11-046949-9.